# Stenowithius
Stenowithius es un género de arácnido del orden Pseudoscorpionida de la familia Withiidae.

## Especies
Las especies de este género son:
- Stenowithius angulatus
- Stenowithius bayoni
  - Stenowithius bayoni angustus
  - Stenowithius bayoni bayoni
- Stenowithius buettneri
- Stenowithius duffeyi
- Stenowithius parvulus
- Stenowithius persimilis
- Stenowithius phagophilus
- Stenowithius torpidus